# Paraputo citricola
Paraputo citricola är en insektsart som beskrevs av Tang 1992. Paraputo citricola ingår i släktet Paraputo och familjen ullsköldlöss. Inga underarter finns listade i Catalogue of Life.